# Landkaarttekening
Een landkaarttekening is een patroon bestaande uit lijnen en vlekken dat doet denken aan een landkaart. Landkaarttekeningen komen bij veel verschillende dieren en planten voor, sommige soorten hebben er hun Nederlandse of wetenschappelijke naam aan te danken. Een voorbeeld is de landkaartschildpad (Graptemys geographica), de soortaanduiding geographica betekent 'kaart' in het Latijn.